# 中庆路
中庆路，元朝时设置的路。
至元十三年（1276年）改善阐府为中庆路。为云南行中书省治所，治所在昆明县（今云南省昆明市）。辖境相当今云南省昆明市、禄丰县、安宁市、晋宁县、易门县、宜良县、嵩明县等地。明太祖洪武十五年（1382年）改为云南府。